# Pavona (Gattung)
Pavona ist eine Gattung der Steinkorallen (Scleractinia). Pavona-Arten leben in den tropischen Korallenriffen von Australien bis zu den Philippinen. Die meisten Arten der Gattung wachsen unregelmäßig oder sie ähneln in ihrer Wuchsform Kakteen. Wie die meisten anderen Steinkorallen leben Pavona-Arten in einer symbiotischen Beziehung mit kleinen Algen (Zooxanthellen), die die Korallen mit Nährstoffen versorgen.

## Arten
- Pavona bipartita Nemenzo, 1980
- Pavona cactus (Forskål, 1775)
- Pavona chiriquiensis Glynn, Mate & Stemann, 2001
- Pavona clavus (Dana, 1846)
- Pavona clivosa Verrill
- Pavona danai Milne Edwards & Haime
- Pavona decussata (Dana, 1846)
- Pavona diffluens (Lamarck)
- Pavona dilatata Nemenzo & Montecillo, 1985
- Pavona diminuta Veron, 1990
- Pavona divaricata Lamarck, 1816
- Pavona duerdeni Scheer & Pillai, 1974
- Pavona explanulata (Lamarck, 1816)
- Pavona frondifera Lamarck, 1816
- Pavona gigantea Verrill, 1869
- Pavona lata Dana
- Pavona liliacea (Klunz)
- Pavona maldivensis (Gardiner, 1905)
- Pavona minor Brüggemann
- Pavona minuta Wells, 1954
- Pavona varians Verrill, 1864
- Pavona venosa (Ehrenberg, 1834)
- Pavona xarifae Scheer & Pillai, 1974
- Pavona yabei Pillai & Scheer, 1976

Im Meerwasseraquarium gehören die Arten der Gattung Pavona zu den am einfachsten zu haltenden Steinkorallen.